# Anastasía Simakova
Anastasía Guenádievna Simakova (en ruso: Анастасия Геннадьевна Симакова; Omsk, Rusia, 9 de septiembre de 2004) es una deportista alemana de origen ruso que compite en gimnasia rítmica, en la modalidad individual. Ganó una medalla de plata en el Campeonato Europeo de Gimnasia Rítmica de 2025, en la prueba de pelota.

## Palmarés internacional
| Campeonato Europeo | Campeonato Europeo | Campeonato Europeo | Campeonato Europeo |
| Año                | Lugar              | Medalla            | Prueba             |
| ------------------ | ------------------ | ------------------ | ------------------ |
| 2025               | Tallin (Estonia)   | Medalla de plata   | Pelota             |